# Stephen Crane (Politiker)

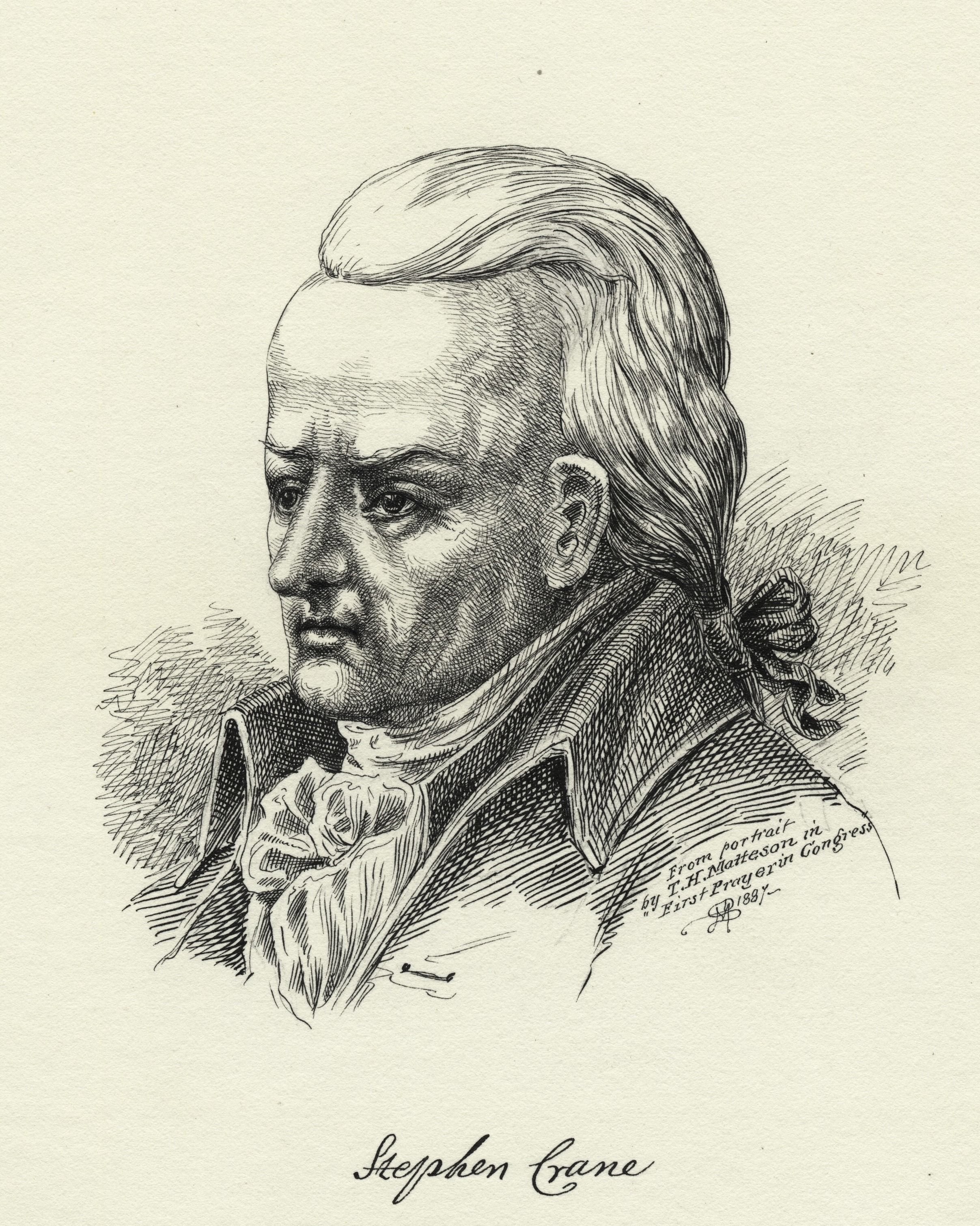
Stephen Crane (Porträt von Tompkins Harrison Matteson)

Stephen Crane (* 1709 in Elizabethtown, Province of New Jersey; † 1. Juli 1780 ebenda) war ein US-amerikanischer Politiker. Zwischen 1774 und 1776 war er Delegierter für New Jersey im Kontinentalkongress.

## Werdegang
Über die Jugend und Schulausbildung von Stephen Crane ist nichts überliefert. Im Jahr 1743 gehörte er einer Delegation seiner Heimat an, die nach London reiste, um König George II. eine Petition vorzulegen. Weitere Einzelheiten dieses Vorgangs sind nicht bekannt. In New Jersey wurde er als Sheriff im Essex County dortiger Polizeichef. Im Jahr 1750 wurde er Mitglied im Gemeinderat seiner Geburtsstadt Elizabeth, die damals noch den alten Namen Elizabethtown trug. Beruflich war er Berufungsrichter. Zwischen 1766 und 1773 saß Crane im kolonialen Abgeordnetenhaus von New Jersey, dessen Präsident er im Jahr 1771 war. Von 1772 bis 1774 amtierte er auch als Bürgermeister von Elizabethtown.
In den Jahren 1774 und 1776 vertrat er New Jersey im Kontinentalkongress. Da er aber, wie auch einige andere Delegierte aus New Jersey, sich einer Loslösung von Großbritannien widersetzte, wurde 1776 die gesamte Delegation dieses Staates zurückgezogen. 1776 wurde er Vorsitzender des Stadtrats von Elizabethtown und in den Jahren 1776, 1777, und 1779 gehörte er dem Staatsrat (State council) an. Als am 23. Juni 1780 im Verlauf des Unabhängigkeitskrieges britische Truppen durch seine Heimatstadt zogen, wurde Crane durch ein Bajonett schwer verletzt. Am 1. Juli desselben Jahres erlag er diesen Verletzungen. Stephen Crane war der Großvater des Kongressabgeordneten Joseph Halsey Crane (1782–1851) aus Ohio und Ururgroßvater des Schriftstellers Stephen Crane (1871–1900).